# فرودگاه لا موله – سن‌ترپی
فرودگاه لا موله – سن‌ترپی  (به انگلیسی: La Môle – Saint-Tropez Airport) (به زبان بومی: Aéroport de La Môle - Saint-Tropez) یک فرودگاه همگانی با کد یاتا LTT است که یک باند فرود آسفالت دارد و طول باند آن ۱۱۸۰ متر است. این فرودگاه در کشور فرانسه قرار دارد و در ارتفاع ۱۸ متری از سطح دریا واقع شده‌است.

## شرکت‌های هواپیمایی و مقصدهای پروازی
| شرکت‌های هواپیمایی | مقصدهای پروازی   |
| ----------------- | ---------------- |
| Air Glaciers      | چارتر فصلی: سیون |